# Вејн (Њу Џерзи)
Вејн (енгл. Wayne) град је у америчкој савезној држави Њу Џерзи.

## Демографија
По попису из 2000. године број становника је 54.069.
| Група             | 2000.          | 2010.    |
| Белци             | 46.766 (86,5%) | 0 (0,0%) |
| Афроамериканци    | 895 (1,7%)     | 0 (0,0%) |
| Азијати           | 3.066 (5,7%)   | 0 (0,0%) |
| Хиспаноамериканци | 2.754 (5,1%)   | 0 (0,0%) |
| Укупно            | 54.069         | 0        |